# Mihailo Valtrović
Mihailo Valtrović (en serbe cyrillique : Михаило Валтровић ; né le 29 septembre 1839 à Belgrade et mort le 22 septembre 1915 à Belgrade) était un architecte, un historien de l'art et un archéologue serbe. Il fut l'initiateur de l'archéologie en Serbie et le premier professeur d'archéologie à la faculté de philosophie de l'université de Belgrade ; il fut également le fondateur et le premier président de la Société serbe d'archéologie. Il fut membre de l'Académie royale de Serbie.

## Biographie
Mihailo Valtrović est diplômé de la section des sciences naturelles du lycée de la principauté de Serbie à Belgrade. Après un bref service dans l'administration générale, il a reçu une bourse du gouvernement pour poursuivre ses études en architecture à l'institut de technologie de  Karlsruhe.
Il rentre en Serbie en 1866, puis, en 1875, après avoir travaillé dans l'industrie de la construction et enseigné dans une realka (une école technique), il devient professeur à la seconde « Haute école » (en serbe : Velika škola), qui a succédé au « Lycée » ; en 1881, il y obtient une chaire d'archéologie. La même année, il devient directeur du musée national de Serbie, poste qu'il occupe jusqu'en 1905. En 1882, dans le cadre de ses activités, il entreprend les premières fouilles scientifiques du site romain de Viminacium. Ses travaux portent sur le patrimoine artistique de la Serbie et, notamment, sur les monastères médiévaux, sujet sur lequel il travaille avec l'architecte Dragutin Dragiša Milutinović. En tant que curateur du Musée national, il propose un projet de loi visant à protéger les antiquités historiques et artistiques de Serbie, pour empêcher leur « destruction délibérée (...) et leur exportation hors du pays » ; parallèlement, il soutient l'art moderne en organisant la première exposition publique des œuvres du sculpteur Petar Ubavkić en 1882, et, à la fin de la même année, en présentant 23 peintures de Katarina Ivanović juste après la mort de l'artiste.
En 1883, Mihailo Valtrović fonde la Société serbe d'archéologie (Srpsko arheološko društvo), dont il devient le premier président, position qu'il occupe jusqu'en 1911. Il est également l'un des instigateurs de la revue savante Starinar, dont il a été le rédacteur en chef de 1884 à 1907.

## Distinctions
En 1870, Mihailo Valtrović devient membre de la Société savante de Serbie (Srpsko učeno društvo ; en abrégé : SUD) ; en 1887, il figure parmi les 16 premiers membres de l'Académie royale de Serbie (Srpska kraljevska akademija ; en abrégé : SKA), créée en 1886 et qui deviendra plus tard l'Académie serbe des sciences et des arts.

## Prix Mihailo Valtrović
L'Association des musées de Serbie (en serbe : Muzejsko društvo Srbije ; en abrégé : MDS), fondée en 2001, a créé le « prix Mihailo Valtrović », attribué pour la première fois en 2004 ; il récompense des musées et des personnalités, notamment pour l'organisation de certaines expositions.

## Ouvrages
- (sr) Građa za istoriju umetnosti Srbije, Belgrade, 1874
- (de) Prodomos, Vienne, 1878
- (sr) Pogled na staru srpsku crkvenu arhitekturu, Belgrade, 1889